# Aicha Tachinouite
Aicha Tachinouite (en chleuh : ⵄⵉⵛⴰ ⵜⴰⵛⵉⵏⵡⵉⵜ, et en arabe : عائشة تاشينويت) est une danseuse et chanteuse marocaine chleuh du Souss.

## Enfance
Née à Inzegane, Aicha Ziti à vécu ses années d’écoles dans cette petite ville où elle n’hésitait pas à chanter et danser pendant la récréation.

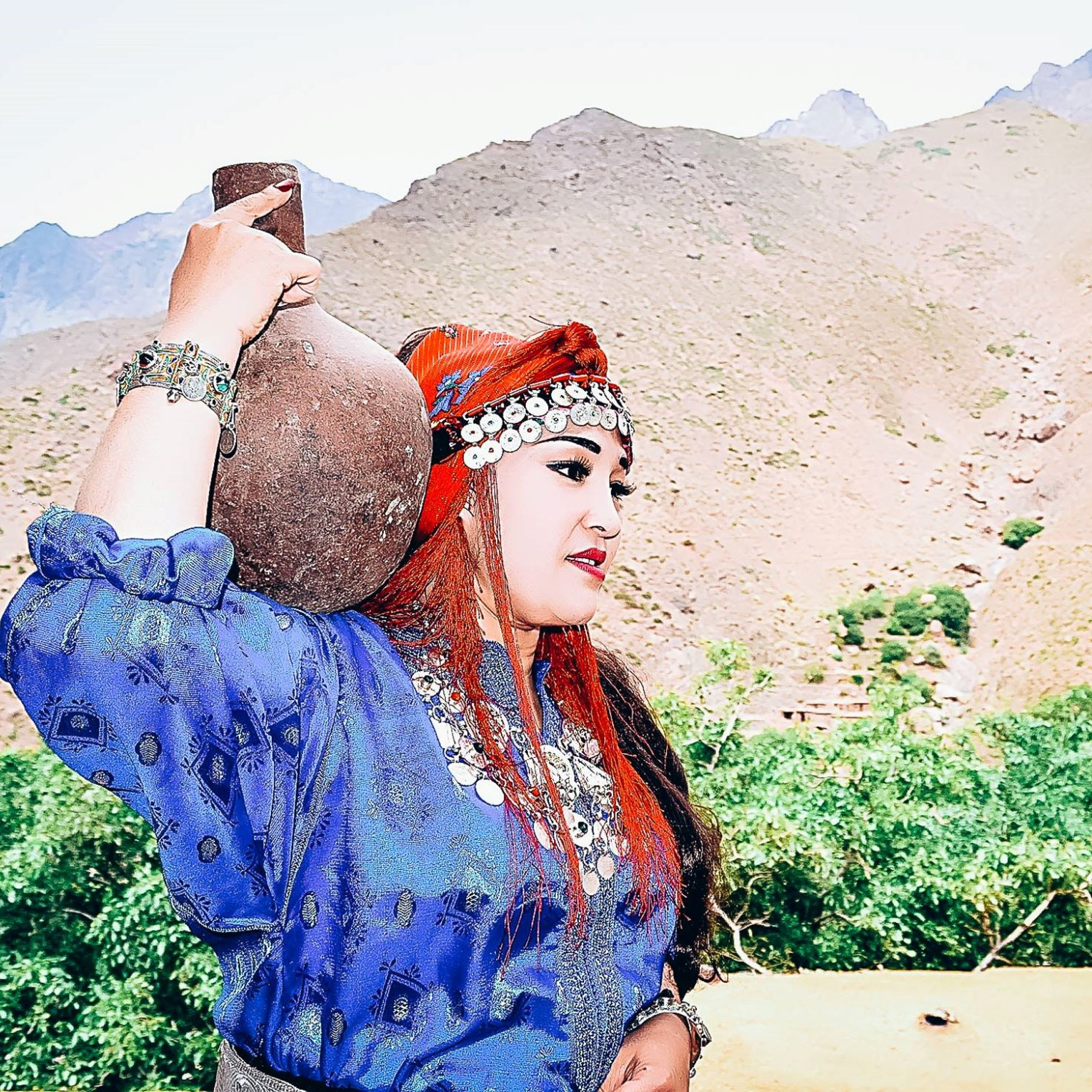
Aicha Tachinouite Marrakech

Aicha Tachinouite a pu se produire dans des festivals comme Timitar, Mawazine et dans des salles mythiques comme le Zenith de Paris. C'est aussi la première artiste berbère du Souss à se produire à l'Olympia. Elle voyage énormément, parcourt le monde: l’Europe, L’Amérique et surtout l’Asie. C’est en 2003 qu’elle part pour la première fois au Japon où elle sera repérée par une danseuse professionnelle du nom de Sumiko qui finit par la produire sur pas moins de 25 spectacles au Japon. On lui propose de rester vivre au Japon pendant un an pour donner des cours de danse mais elle décline car elle ne souhaite pas se séparer si longtemps de son pays, le Maroc. Elle donne tout de même des cours de danses aux japonaises qui apprennent avec elle les bases de la danse berbère, orientale et le style de Tachinouite.
C’est en 2017 qu’elle surprend son public avec un clip moderne en arabe et berbère "Wach Katfham Laarbia" qui dépasse le million de vue en quatre jours,.